# 章学誠

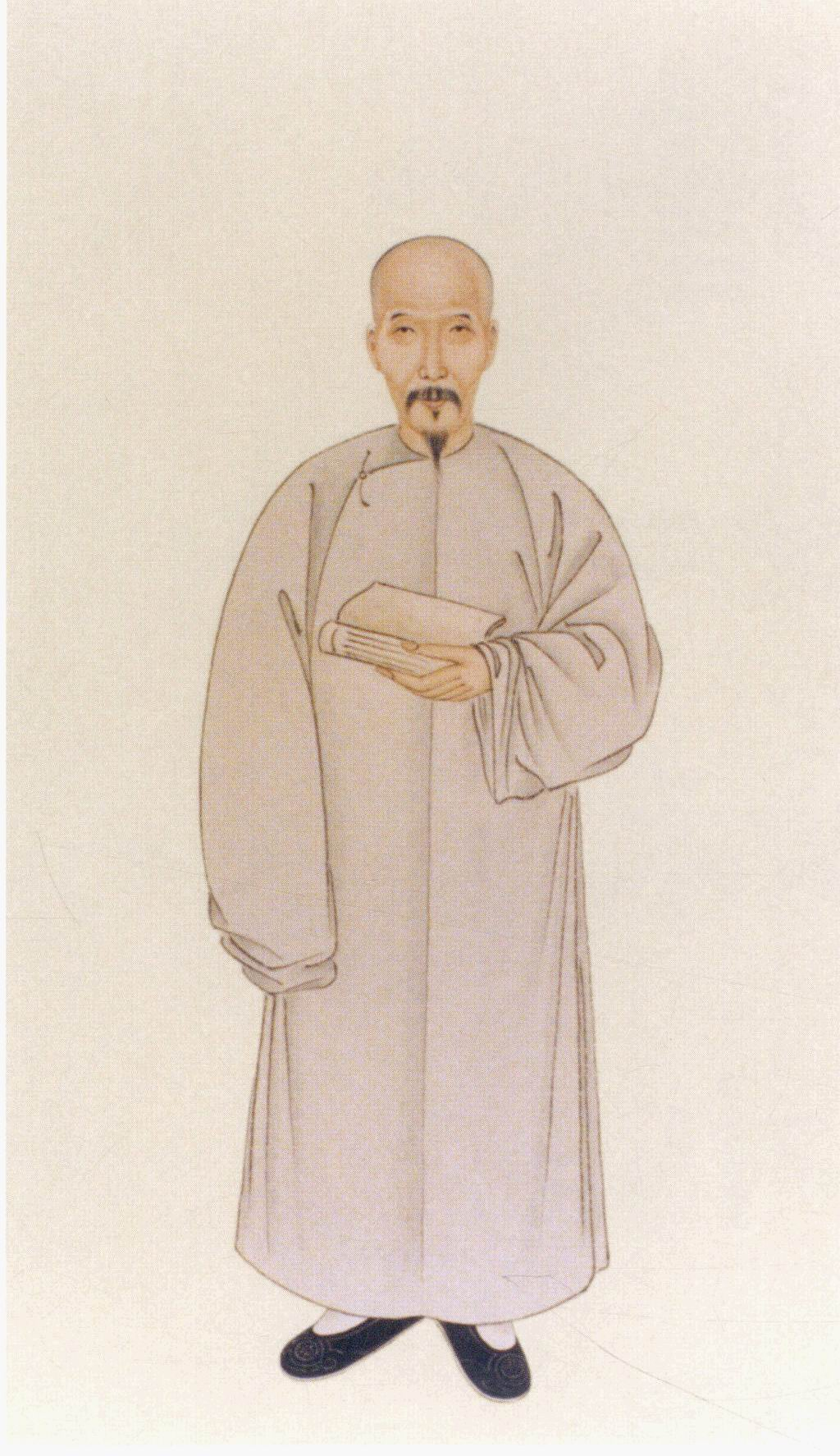
章学誠

章 学誠（しょう がくせい、乾隆3年（1738年） - 嘉慶6年（1801年））は、中国清代の歴史学者。字は実斎、号は少巌。もとの名は文酕。本貫は紹興府会稽県偁山。父は応城知県の章鑣。
独自の言語観を持つ思想家で、古代では言葉の意味と表現が一致していたものが、時代と共にバラバラになってしまい、その再統合を目指して思想が生まれると共に、その乖離によって文学的な要素が生まれたとした。当時が全盛期であった考証学を批判したことで知られる。

## 略歴
北京に上って国子監生となるも屡々科挙に落第した。彼は7回郷試に落ち、31歳にして初めて郷試に及第し、41歳で進士となった。これは当時として珍しいことではない。彼は14歳になっても四書すら暗誦できなかったと自ら語るが、決して暗愚であったわけではない。それは受験勉強をさぼって歴史書を読みふけり、歴史家のまねごとをするなど、歴史少年だった。朱筠に文を学び、実力をつけ、進士及第後も任官せず、書院の主構として生計を立てつつ執筆活動をおこない、その中で、『文史通義』を書き、独自の歴史理論を世に示したのであった。
劉宗周や黄宗羲に代表される浙東学派に影響された。以後、邵晋涵・洪亮吉らと交流を持つようになり、また各地の地方志類の編纂に従事するようになって、史学の研究に没頭するようになった。

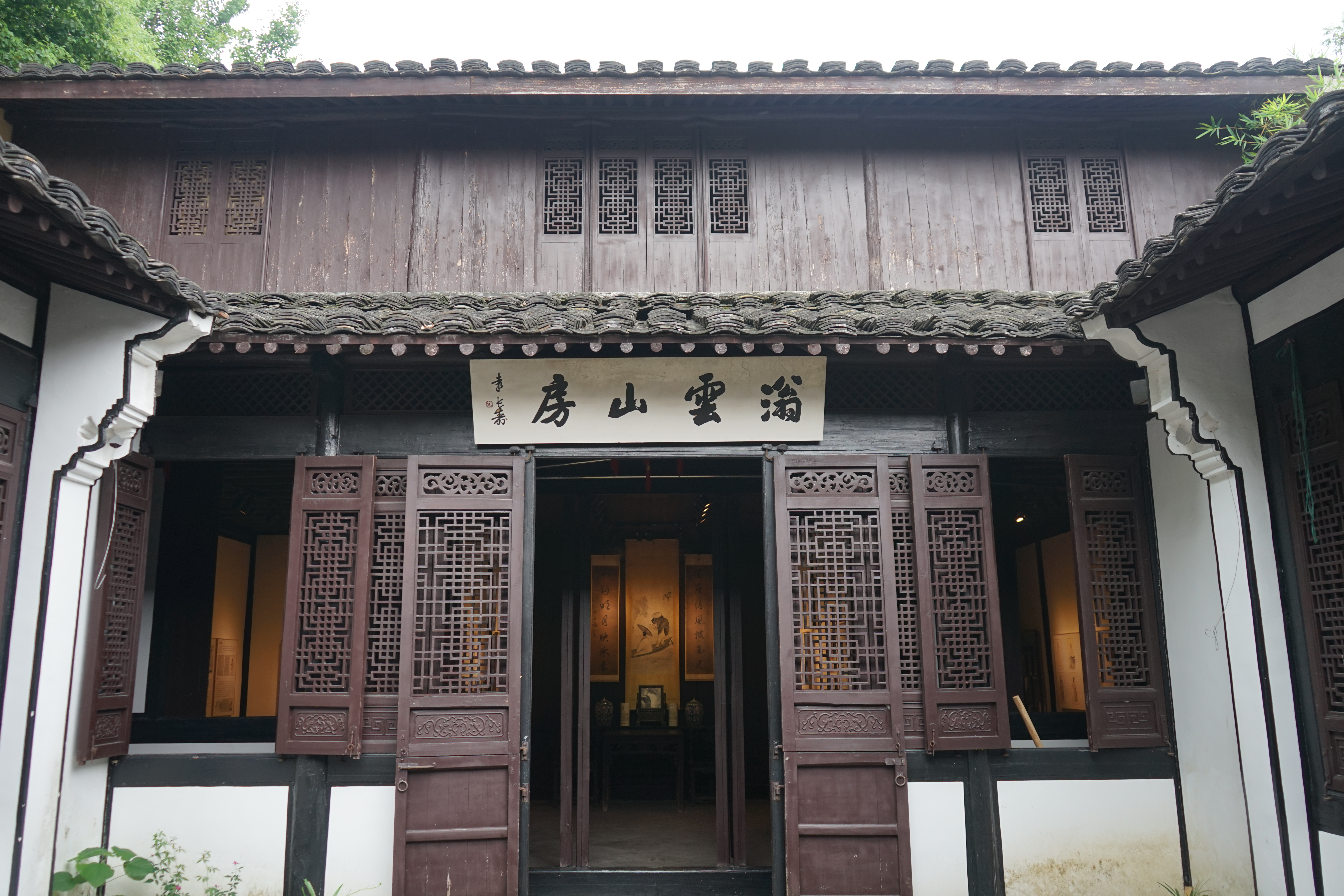
章学誠の故居

41歳で進士及第を果たすが、任官せずに流浪生活を送るようになり、華北地方の書院を遊歴した。
晩年は、畢沅の許で地方史書である『湖北通志』を編纂したが、最期は不遇のうちに亡くなった。
没後、日本の中国学の第一人者である内藤湖南によって、その著書の『文史通義』や『校讐通義』等が、「六経皆史」という言葉で表現される独特の史学理論の書として評価されるようになって、清の史学者として注目されるようになった。
『経書』の権威を否定してそれらは史書にすぎないとし、孔子の時代には『経』とは呼ばれておらず、後世の儒者が『周官の旧典』に由来する『六芸』を『経』として祭り上げたのだとする。しかし、理想時代の歴史を記したものであることから、『経書』には特別な地位を与えており、後の文学や学問の起源であるとしているという。
島田虔次は、「章学誠の六経皆史は、孔子の仁、孟子の性善、老子の自然、荘子の斉物、墨子の兼愛、董仲舒の天人之際、朱子の性即理、王陽明の心即理、清朝考証学の実事求是、などとならんで、中国学術史上もっとも有名なスローガンの一つ」と評しているという。

## 年譜
- 「章実斎先生年譜」（内藤湖南）
- 「章実斎先生年譜」（胡適）

## 文献
- 山口久和『章学誠の知識論――考証学批判を中心として――』（創文社、1998年）
- 黒田秀教「章学誠「史徳」説の背景」（『中国研究集刊』50、2010年1月）
- 稲葉一郎「章学誠と『文史通義』」（『中国史学史の研究』第6部、2006年）